# Комитини
Комитѝни (на италиански: Comitini; на сицилиански: Cummatì, Кумати) е село и община в Южна Италия, провинция Агридженто, автономен регион и остров Сицилия. Разположено е на 350 m надморска височина. Населението на общината е 946 души (към 2010 г.).